# Tiro ai III Giochi olimpici giovanili estivi
Le gare di tiro a segno ai III Giochi olimpici giovanili estivi sono state disputate al Parque Polideportivo Roca di Buenos Aires dal 7 al 12 ottobre 2018.

## Podi

### Maschili
| Specialità   | Oro               | Argento           | Bronzo          |
| Carabina 10m | Grigorii Shamakov | Shahu Tushar Mane | Aleksa Mitrovic |
| Pistola 10m  | Chaudhary Saurabh | Sung Yunho        | Jason Solari    |

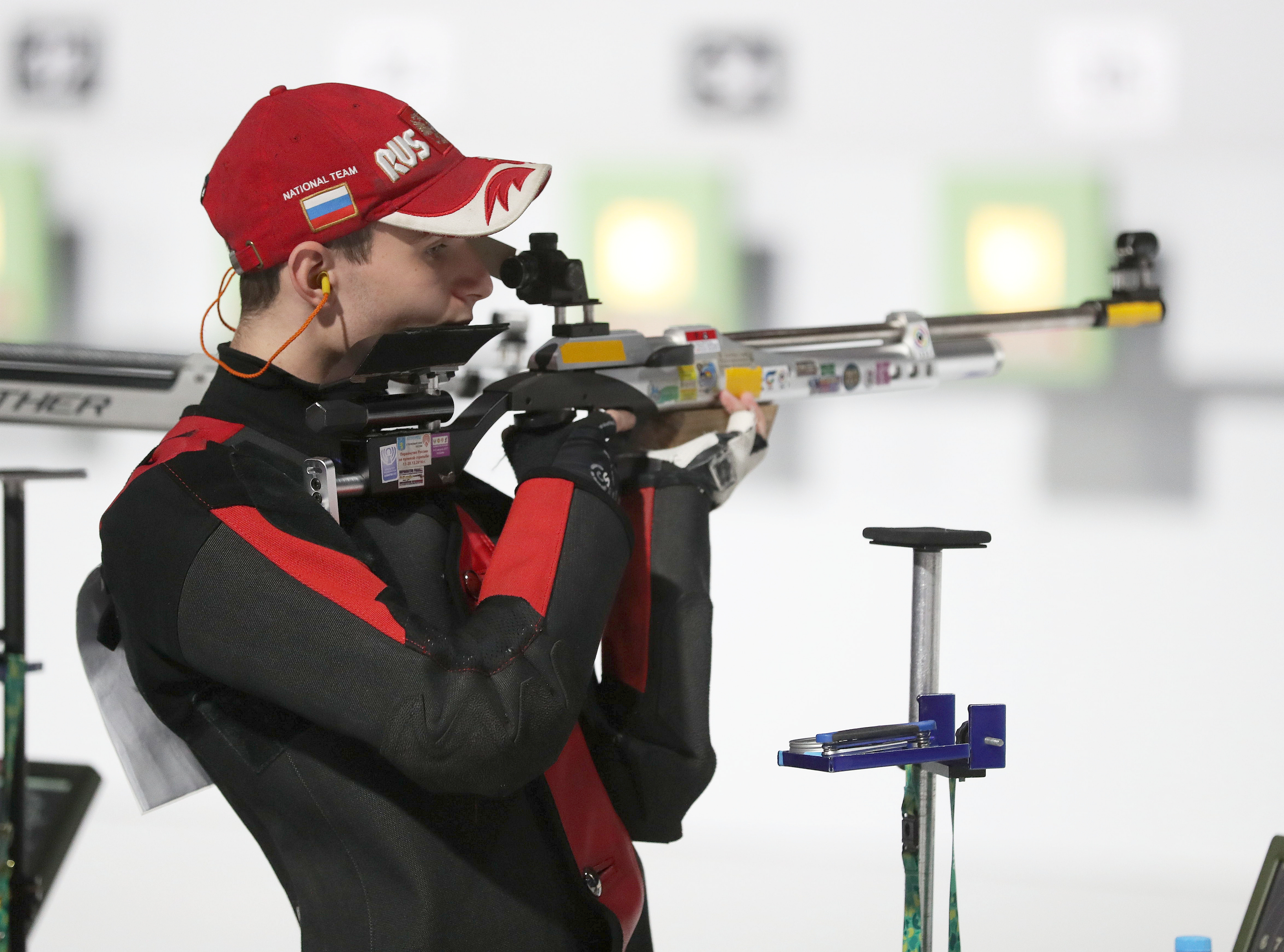
Grigorii Shamakov
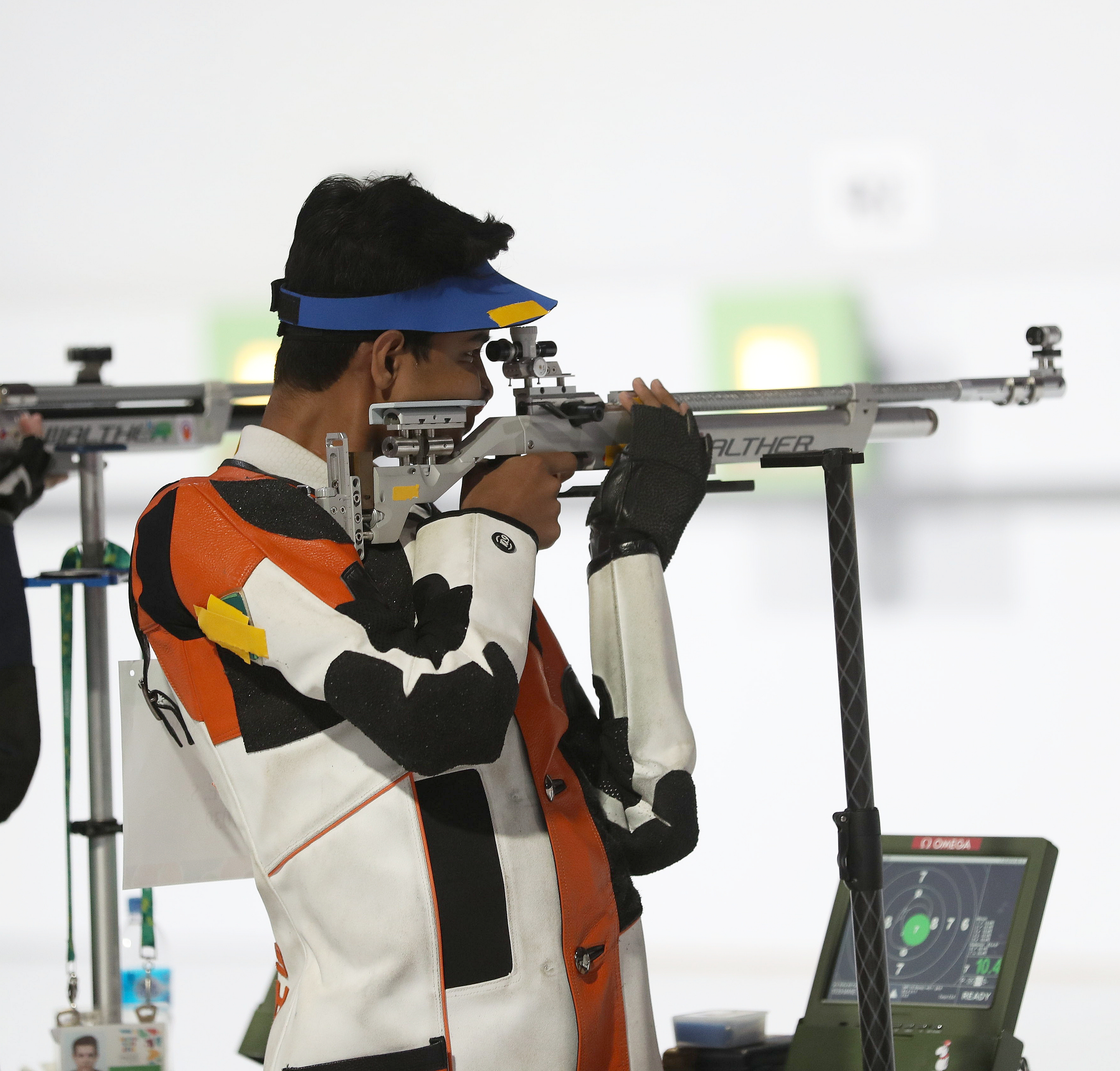
Shahu Tushar Mane
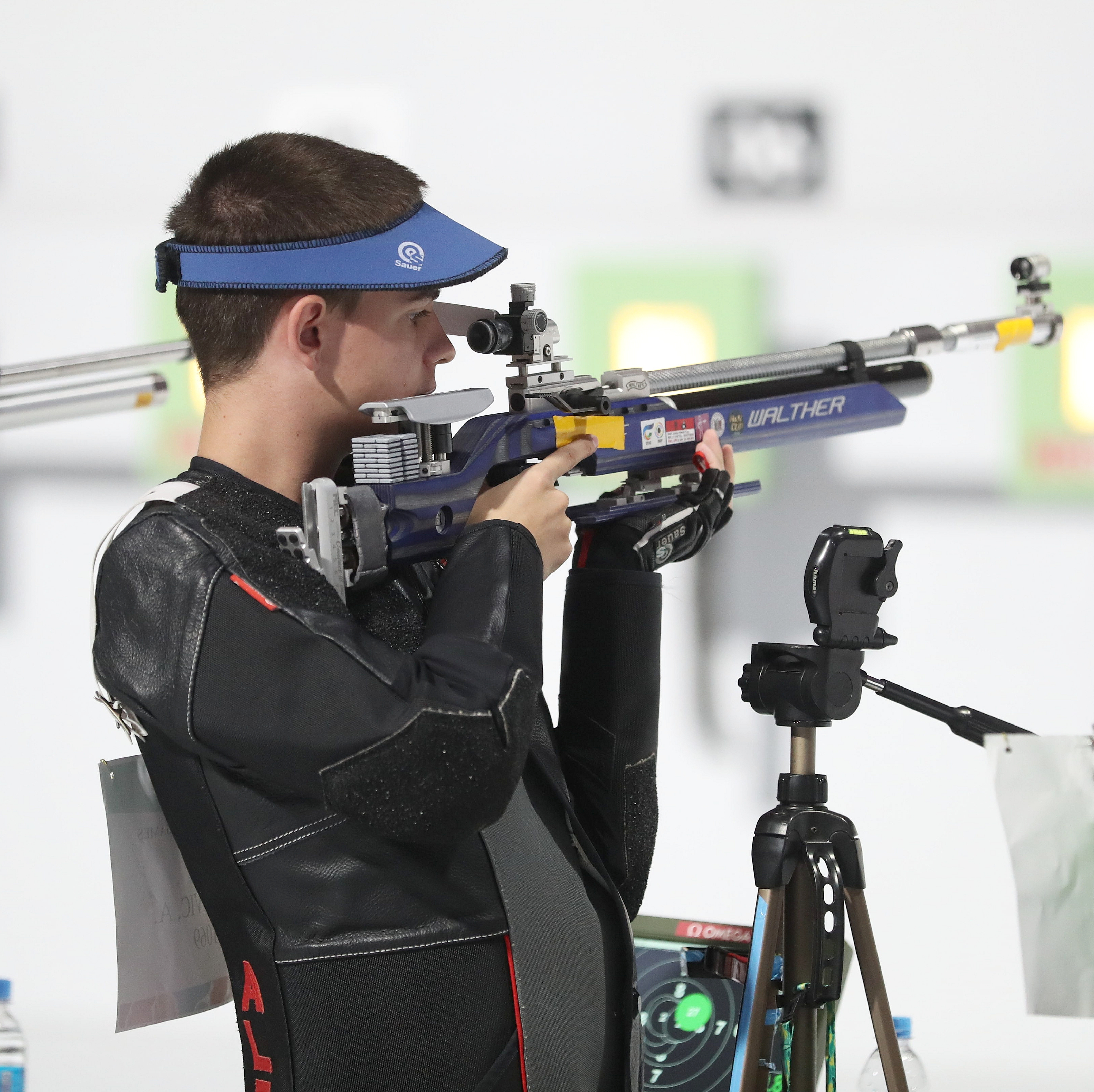
Aleksa Mitrović
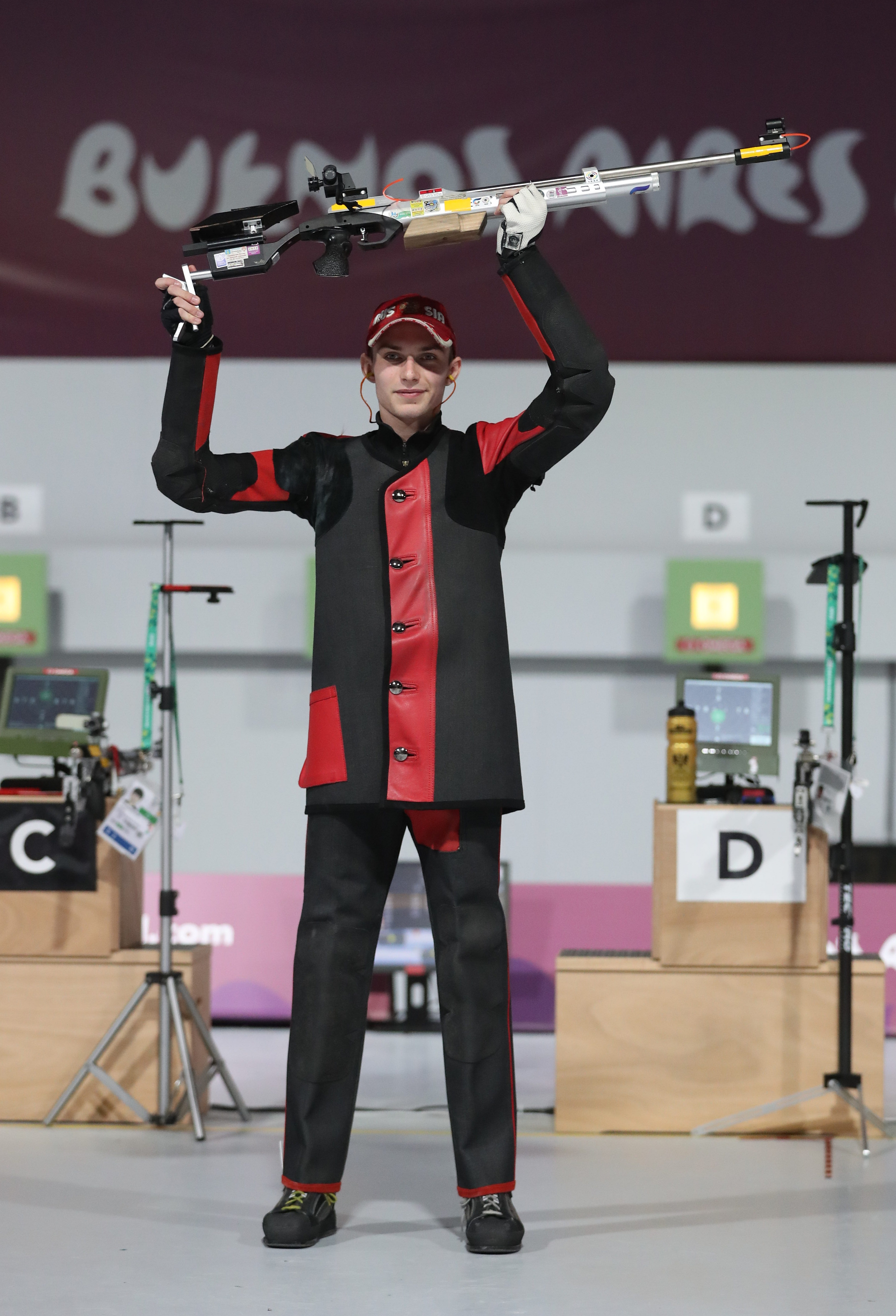
Grigorii Shamakov
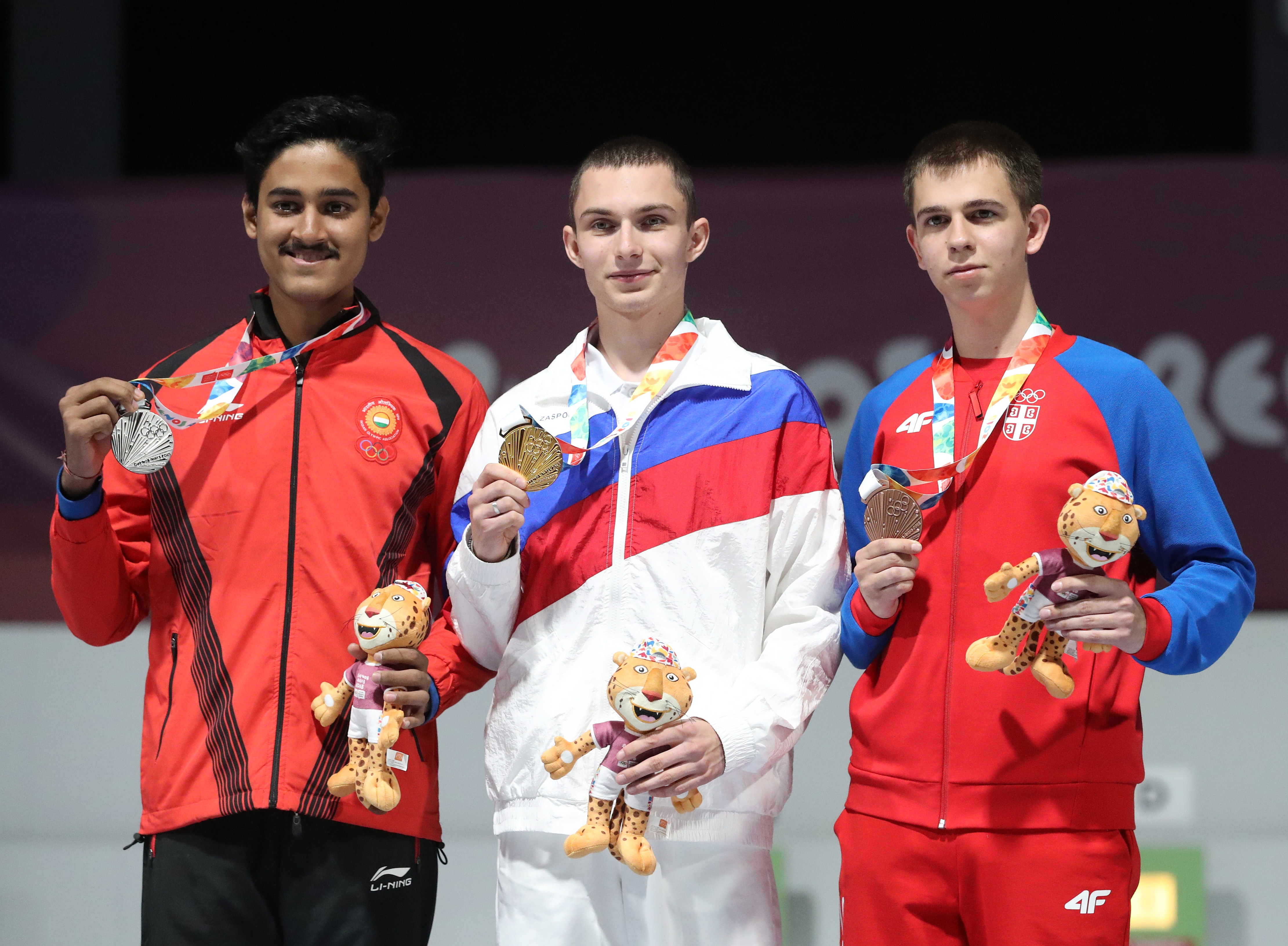
Cerimonia di presentazione

### Femminili
| Specialità   | Oro                | Argento      | Bronzo             |
| Carabina 10m | Stephanie Grundsøe | Mehuli Ghosh | Marija Malić       |
| Pistola 10m  | Manu Bhaker        | Iana Enina   | Nino Khutsiberidze |

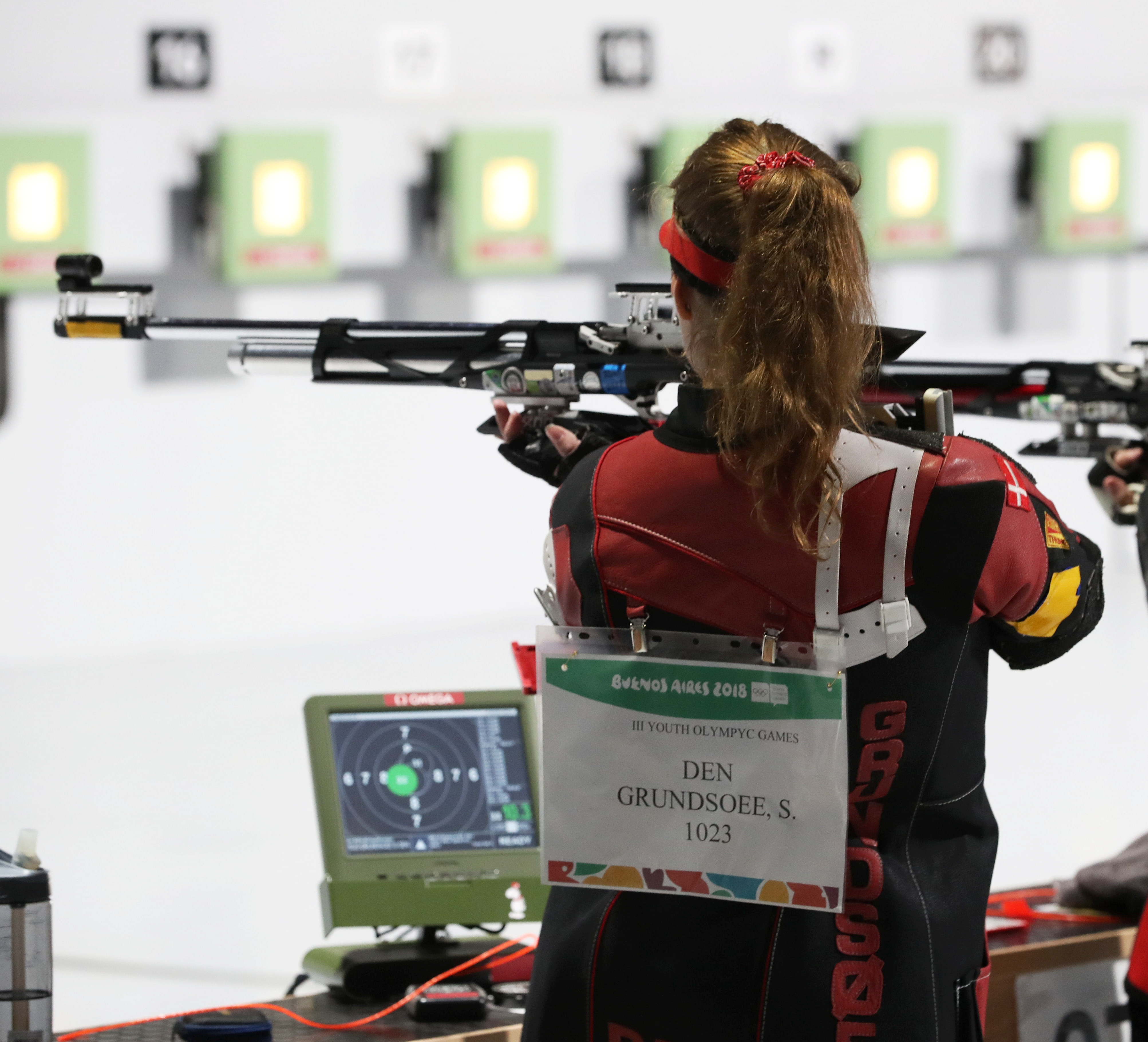
Stephanie Grundsøe
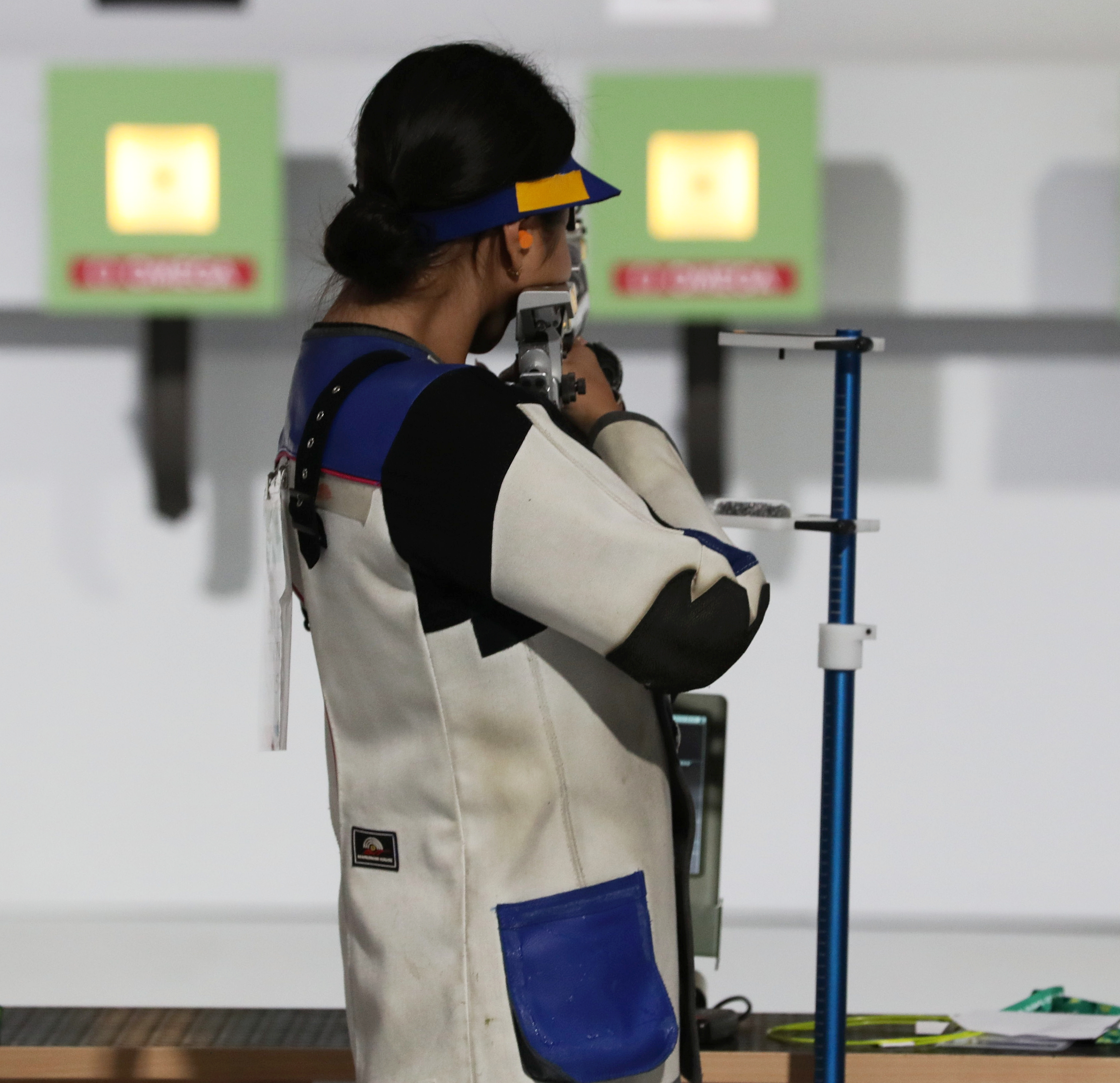
Mehuli Ghosh
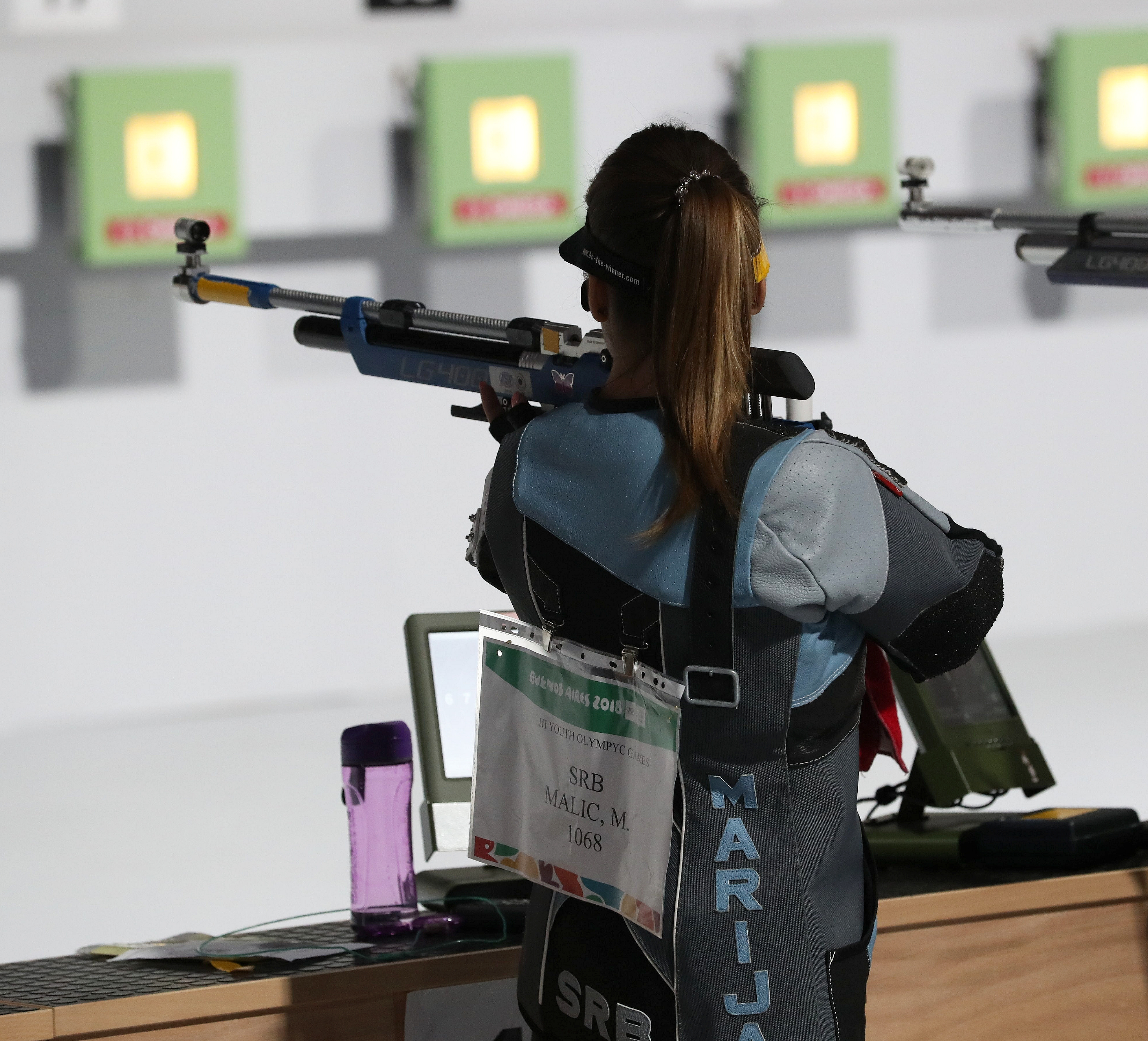
Marija Malić
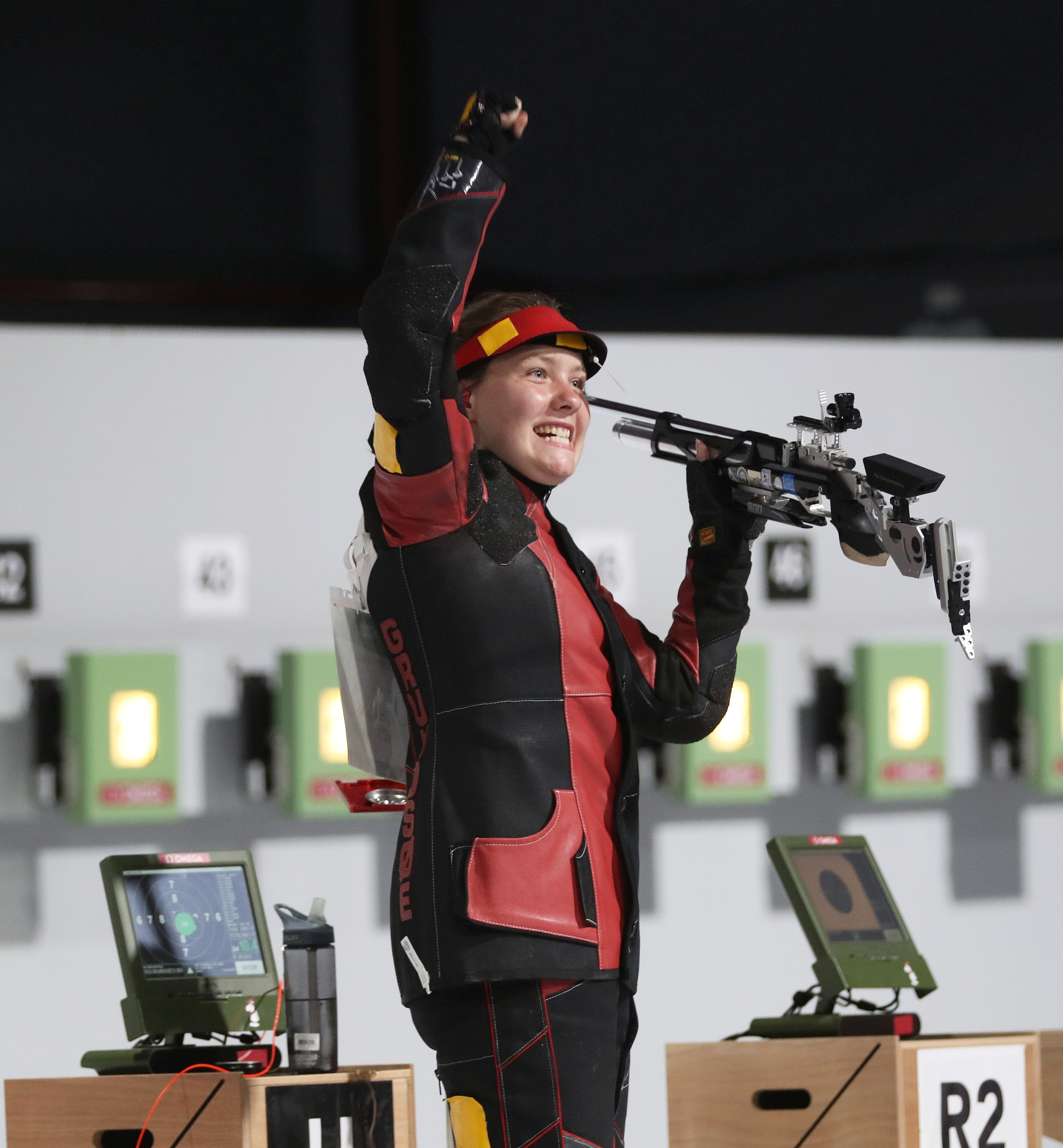
Stephanie Grundsøe
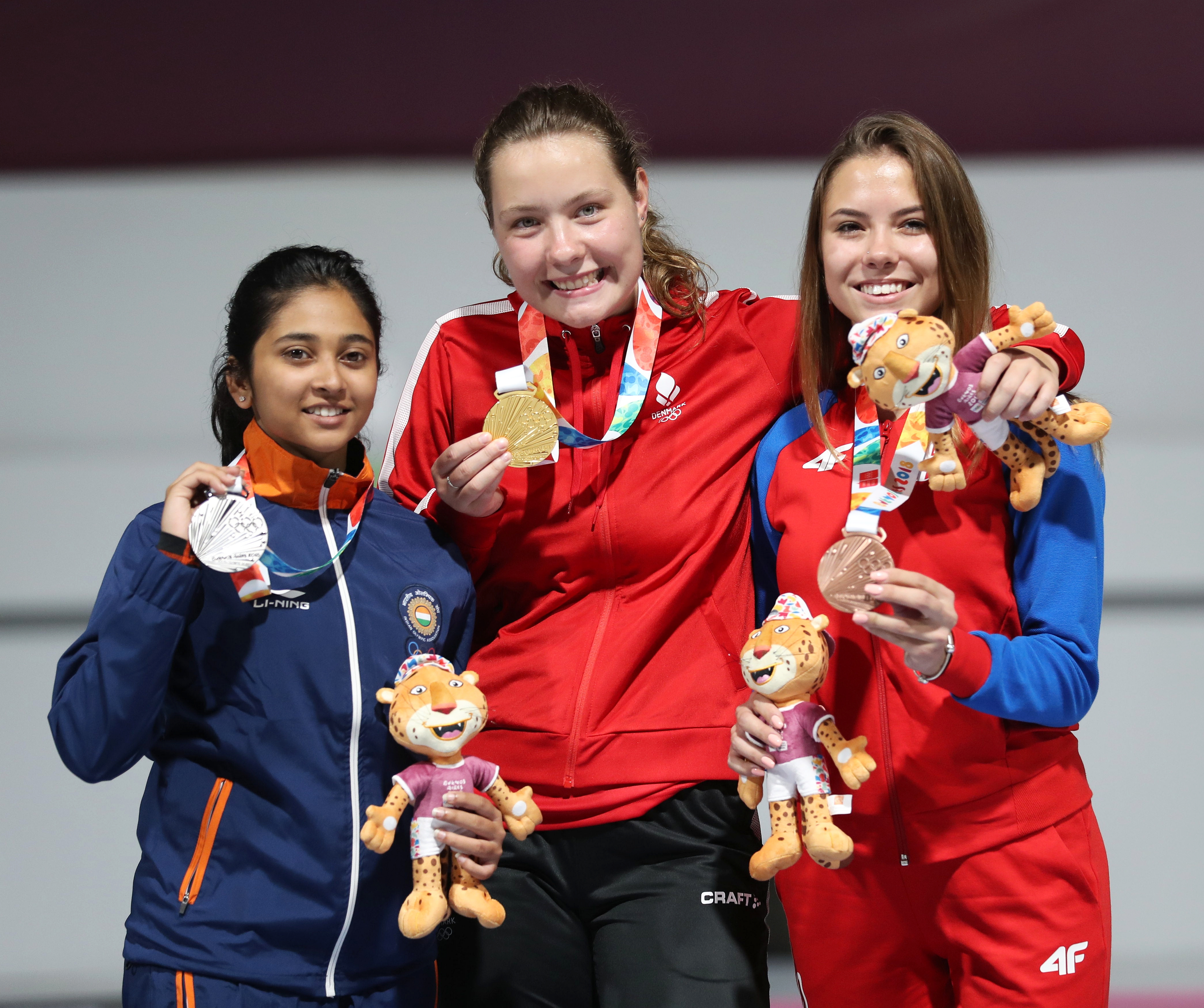
Cerimonia di presentazione

### Eventi a squadre miste
| Specialità    | Oro                                              | Argento                                                  | Bronzo                                           |
| Carabina 10 m | Squadra mista Enkhmaa Erdenechuluun Zalan Pekler | Squadra mista Anastasiia Dereviagina Edson Ramirez Ramos | Squadra mista Viivi Kemppi Facundo Firmapaz      |
| Pistola 10m   | Squadra mista Vanessa Seeger Kiril Kirov         | Squadra mista Manu Bhaker Bezhan Fayzullaev              | Squadra mista Andrea Ibarra Miranda Dmytro Honta |